# Myresjö IF
Myresjö IF är en idrottsförening från Myresjö i Vetlanda kommun i Sverige. Föreningen bildades 1943 och satsar bland annat på ungdomsfotboll. A-laget i fotboll för herrar spelade säsongen 2023 i Division 5 Småland Norra.
MIF har tidigare bland annat kommit på tredjeplats i gamla Division 1 (motsvarar dagens Superettan) och även varit i semifinal 1991 i Svenska cupen. 
Efter att laget 2012 åkt ur division 2 ingicks 2013 ett samarbete med Vetlanda FF och Bäckseda IF. Myresjö och Vetlanda har från 2013 ett gemensamt seniorlag, Myresjö/Vetlanda FK.  
Flera kända spelare har representerat klubben, däribland Leif Ytterell (senare Örgryte IS), Lars Bergh (proffs i Norge), Stefan Alexandersson 
(Kalmar FF) och Stefan Larsson (tre A-landskamper och svensk mästare med Halmstads BK och Östers IF).

### Fotnoter
1. ↑  ”Historia”. Myresjö IF. Arkiverad från originalet den 29 oktober 2013. https://web.archive.org/web/20131029183841/http://www2.idrottonline.se/MyresjoVetlandaFK-Fotboll/Foreningen/Historia/. Läst 27 oktober 2013.